# Hyloscirtus larinopygion
Hyloscirtus larinopygion es una especie de anfibios de la familia Hylidae.
Habita en el este de Colombia y norte de Ecuador, a altitudes entre 1950 y 3100 m.
Sus hábitats naturales incluyen montanos secos y ríos.
Está amenazada de extinción por la destrucción de su hábitat natural.